# アルバロ・ロドリゲス
アルバロ・ロドリゲス（Alvaro Rodriguez）ことアルバロ・ダニエル・ロドリゲス・ムニョス（Álvaro Daniel Rodríguez Muñoz, 2004年7月14日 - ）は、スペイン・カタルーニャ州ジローナ県パラモス出身のサッカー選手。エルチェCF所属。ウルグアイ代表。ポジションはフォワード。
スペイン出身だが、代表は父親の祖国ウルグアイを選択している。また、その父親は1980年代のCAペニャロールで活躍した元同国代表のコキートである。

## クラブ経歴

### レアル・マドリード
ジローナ県の県都ジローナの東南に位置する港町パラモスにてウルグアイ人の父親とスペイン人の母親の間に誕生。父親も母国ウルグアイのCAペニャロールなどでプレーした元プロサッカー選手。地元のクラブを経て、2015年にはジローナ県最大のクラブであるジローナFCに加入。2020年に16歳でレアル・マドリードのフベニールC（U-16カテゴリー）に移籍すると、頭角を現し、翌年にはフベニールBに昇格。フベニールBでは当時の監督からその長身を見込まれて、ウイングからセンターフォワードにコンバートされたことが飛躍となり、すぐにフベニールAを飛び級して、Bチームであるカスティージャに召集されるようになる。2022年8月には、2027年まで契約を更新するなど、将来を嘱望されており、トップチームの練習にも参加している。2023年2月25日、ラ・リーガ第23節のアトレティコ・マドリード戦で同点弾となるラ・リーガ初ゴールを記録した。試合後の会見で監督であるカルロ・アンチェロッティは、「来シーズン、彼はトップチームの一員となるだろう」と同選手の次シーズントップチーム昇格を明言した。

### ヘタフェCF
しかし、トップチームにキリアン・エムバペが加入したことで出場機会を得るため、2024年8月30日、ヘタフェCFにレンタル移籍した。ヘタフェではリーグ戦22試合に出場して2ゴールを記録、2025年7月に契約満了によってレアル・マドリードに復帰。

### エルチェCF
2025年7月22日、プリメーラ・ディビシオンに昇格したエルチェCFへの移籍が発表された。契約期間は4年間で移籍金は200万ユーロと報じられている。

## 代表経歴
スペインの年代別代表に召集されていたが、最終的に父親の祖国ウルグアイ代表への転向を表明。